# 玉姫公園
玉姫公園(たまひめこうえん)は、東京都台東区の都市公園（街区公園）。開設は1930年。台東区内に15ヵ所ある復興小公園の一つ。子どものための遊具もあるが、山谷のホームレスの解放区となっている。
漫画「あしたのジョー」で矢吹丈が丹下段平と出会った場所。2014年12月27日～2015年1月5日には、ここで山谷日雇労働組合の「越年・越冬闘争」が行われた。

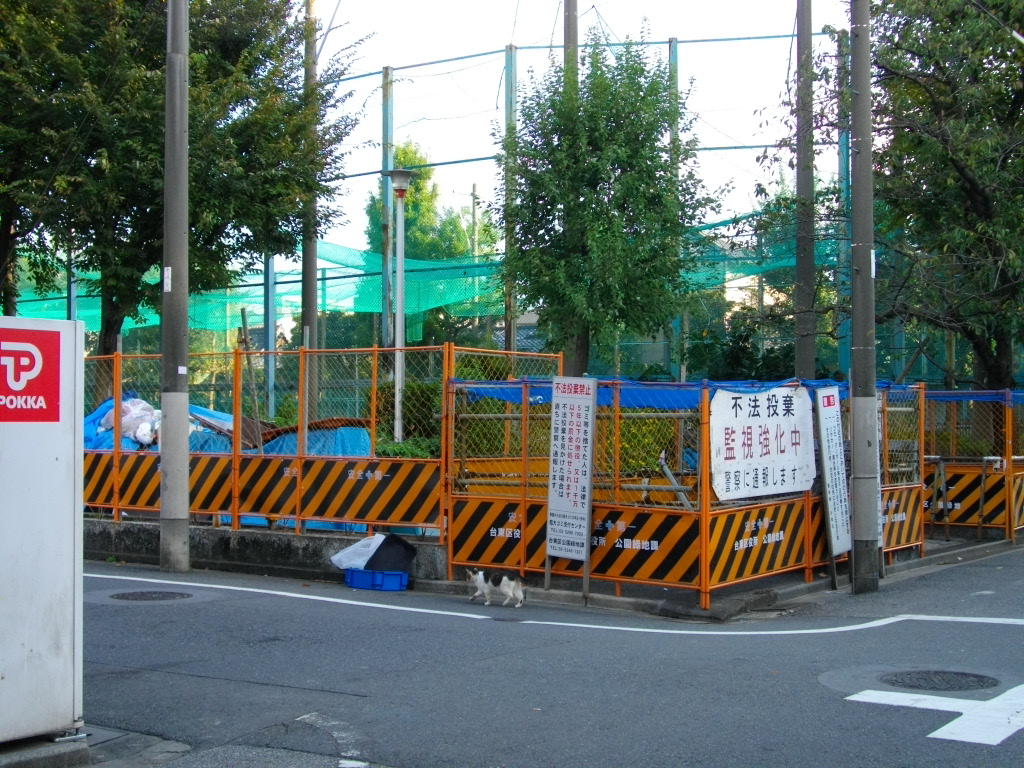
玉姫公園

## 所在地
東京都台東区清川2丁目13

## アクセス
- JR常磐線の「南千住駅」の南口から徒歩13分。
- 東京メトロ日比谷線「南千住駅」から徒歩13分。

## 近在の施設
- 玉姫稲荷神社
- 浄閑寺
- 福祉プラザ台東清峰会 - 旧：正徳小学校